# Sappho Çobanová
Sappho Özge Çobanová (* 7. září 1994 Karlsruhe) je německá zápasnice–judistka.

## Sportovní kariéra
Narodila se do německo-turecké rodiny. Pochází z obce Ersingen/Kämpfelbach nedaleko Karlsruhe, kde začala s judem ve čtyřech letech v místním Budo-Clubu pod vedením své matky Stelly. Připravuje se v olympijském tréninkovém centru ve Stuttgartu pod vedením Mirka Groscheho. V německé ženské reprezentaci se pohybovala od roku 2013 v pololehké váze do 52 kg. Od roku 2015 přestoupila do vyšší lehké váhy do 57 kg. V roce 2016 se na olympijské hry v Riu nekvalifikovala.

### Vítězství
- 2019 - 1× světový pohár (Sofie)

## Výsledky
| Olympijské hry     |     | —  |     |    |    | — |     |   |    |  |  |  |  |  |  |  |  |  |  |  |  |  |  |  |  |  |
| Mistrovství světa  | —   |    | —   | —  | —  |   | —   | — |    |  |  |  |  |  |  |  |  |  |  |  |  |  |  |  |  |  |
| Evropské hry       |     |    |     |    | —  |   |     |   | 5. |  |  |  |  |  |  |  |  |  |  |  |  |  |  |  |  |  |
| Mistrovství Evropy | —   | —  | úč. | —  | —  | — | úč. | — | 5. |  |  |  |  |  |  |  |  |  |  |  |  |  |  |  |  |  |
| ME do 23 let       | —   | —  | —   | 1. | 1. | — |     |   |    |  |  |  |  |  |  |  |  |  |  |  |  |  |  |  |  |  |
| MS juniorů         | úč. |    | 1.  | —  |    |   |     |   |    |  |  |  |  |  |  |  |  |  |  |  |  |  |  |  |  |  |
| ME juniorů         | —   | 1. | —   | —  |    |   |     |   |    |  |  |  |  |  |  |  |  |  |  |  |  |  |  |  |  |  |